# Charlie Setford
Charlie Terence Setford (Haarlem, 11 mei 2004) is een Engels-Nederlands voetballer die als doelman voor Jong Ajax speelt. Ook maakte hij deel uit van speeldagselecties voor de senioren van Ajax.

## Clubcarrière

### Ajax
Setford speelde in de jeugd van BSM en AFC Ajax. Hij maakte op 20 augustus 2021 competitiedebuut bij Jong Ajax, in een met 2-3 gewonnen uitwedstrijd bij FC Den Bosch. Hij was op dat moment de jongste doelman die ooit is uitgekomen voor Jong Ajax.

### Statistieken

#### Beloften
| Seizoen                       | Club            | Land            | Competitie      | Competitie | Competitie | Totaal | Totaal |
| Seizoen                       | Club            | Land            | Competitie      | Wed.       | Dlp.       | Wed.   | Dlp.   |
| ----------------------------- | --------------- | --------------- | --------------- | ---------- | ---------- | ------ | ------ |
| 2021/22                       | Jong Ajax       | Nederland       | Eerste divisie  | 5          | 0          | 5      | 0      |
| Totaal beloften               | Totaal beloften | Totaal beloften | Totaal beloften | 5          | 0          | 5      | 0      |
| Bijgewerkt op 10 januari 2022 |                 |                 |                 |            |            |        |        |

## Interlandcarrière
Geboren in Nederland, en van Engelse en Nederlandse afkomst, vertegenwoordigt Setford Engeland als jeugdinternational.